# GEM (安良城紅のアルバム)
『GEM』（ジェム）は、安良城紅の3枚目アルバムである。

## 概要
- 前作のアルバムからは約1年2ヶ月ぶりとなる。
- DVD付き通常盤とCDのみの通常盤の2種類がある。
- DVDには2曲のミュージッククリップ、1曲のスタジオライブ、レディースアパレルブランド「CECIL McBEE」とのプロモーション活動についてミニ・ドキュメンタリーを収録する。

## 収録内容

### CD
1. BAD GIRL
  - 作詞：Beni・CMJK／作曲：CMJK／編曲：CMJK
2. Mermaid
  - 作詞：Haruka Mochizuki・Beni・AKI（ラップ詞）／作曲：YANAGIMAN／編曲：YANAGIMAN
3. Losin' control
  - 作詞：Haruka Mochizuki・Beni・YANAGIMAN／作曲：南俊介／編曲：YANAGIMAN
4. Loved
  - 作詞：葛谷葉子／作曲：葛谷葉子／編曲：YANAGIMAN
5. Luna
  - 作詞：MCレンジ・YANAGIMAN／作曲：南俊介／編曲：CMJK
  - 8thシングル。EX金曜ドラマ「松本清張・最終章 わるいやつら」主題歌（米倉涼子主演）、レディースアパレルブランド「CECIL McBEE」とプロモーションタイアップ。
6. How Are U?
  - 作詞：Kenn Kato／作曲：YANAGIMAN／編曲：YANAGIMAN
  - 7thシングル。サークルKサンクス「THINK BODY PROJECT」CMソング、オリオンビール「サザンスター」2006年秋CMソング、NHK教育「新感覚☆キーワードで英会話」エンディングテーマ。
7. Paradise
  - 作詞：Beni・YANAGIMAN／作曲：YANAGIMAN・Beni／編曲：YANAGIMAN
  - オリオンビール「サザンスター」CMソング。4連続本人CM出演の第2目。
8. Mirror mirror
  - 作詞：CMJK／作曲：CMJK／編曲：CMJK
9. Sweet but Empty
  - 作詞：藤林聖子／作曲：tasuku／編曲：tasuku
10. 恋文 (Studio Live Version)
  - 作詞：葛谷葉子／作曲：葛谷葉子／編曲：中野雄太
  - レコーディング中のプロモーションビデオが制作された。
11. No pain, No gain (English Version)
  - 作詞：Beni／作曲：YANAGIMAN／編曲：YANAGIMAN
  - 8thシングル「Luna」のカップリングの英語版。

### DVD
1. How Are U?（Promotion Video）
2. Luna（Promotion Video）
3. 恋文（Special Promotion Video）
4. CECIL McBEE（Trailer）